# Глухое (озеро, Кунашир)
Глухое — озеро в Южно-Курильском районе Сахалинской области России, располагается на острове Кунашир. Площадь поверхности озера — 0,074 км². Размеры озера — 0,68 на 0,11 км, по другим данным, 0,7 на 0,325 км. Высота над уровнем моря — 2 м. Глубина достигает 2,4 м.
Находится на Серноводском перешейке к югу от озера Песчаного и к западу от заброшенного посёлка Серноводск, выселенного в 1960-х годах. Глухое отделено от Тихого океана морской террасой, имеющей ширину 100—150 м и высоту 3-4 м. По перешейку между озером и океаном проходит автомобильная дорога от Южно-Курильска на Головнино. К востоку от озера находится невысокая округлая сопка, поросшая смешанным лесом и бамбучником. Леса, окружающие озеро, состоят из пихты сахалинской, ели аянской, сосны стланиковой, тиса остроконечного, дуба курчавенького, клёнов Майра и укурунду, ольхи японской и пушистой, душекии Максимовича, берёзы Эрмана, магнолии снизу-белой, актинидии коломикта, сазы курильской. Травы представлены злаковыми, пушицами, ситником, щавелем, горцом, ирисами, лилиями, сабельником болотным. Северный берег озера низменный, занят переувлажнёнными лугами. К западу от Глухого — цепь сопок, отделённыхх от берега узкой полосой, поросшей травянистой растительностью и кустарниками.
В северную часть озера впадают два небольших ручья длиной 440 и 140 м. Поверхностный сток из озера отсутствует, вода фильтруется в океан через грунт. Мощность осадочных отложений в центре Глухого достигает 564 см.
На озере встречается луток, а в окрестностях — ястреб-тетеревятник, белоспинный дятел, крапивник, восточный черноголовый чекан, соловей-красношейка, синехвостка, московка, обыкновенный поползень. Произрастают пузырчатки крупнокорневая и южная и кувшинки.
На берегу озера — поселения, относящиеся к периоду дзёмон, и японское кладбище первой половины XX века.